# Saint-Lyé-la-Forêt
Saint-Lyé-la-Forêt település Franciaországban, Loiret megyében. Lakosainak száma 1235 fő (2022. január 1.). Saint-Lyé-la-Forêt Bougy-lez-Neuville, Bucy-le-Roi, Chanteau, Chevilly, Rebréchien, Trinay és Villereau községekkel határos.

## Népesség
A település népessége az elmúlt években az alábbi módon változott:
| Lakosok száma | 439  | 757  | 974  | 989  | 1119 | 1136 | 1170 | 1202 | 1216 | 1235 |
|               | 1968 | 1982 | 1990 | 2006 | 2013 | 2015 | 2017 | 2019 | 2020 | 2022 |